# مارك غرين (لاعب كرة قدم أمريكية)
مارك غرين (بالإنجليزية: Mark Green)‏ هو لاعب كرة قدم أمريكية أمريكي، ولد في 22 مارس 1967 في ريفرسايد في الولايات المتحدة.

## وصلات خارجية
- مارك غرين على موقع مرجع كرة القدم المحترفة.كوم (الإنجليزية)